# Partido de Villarino
Villarino es uno de los 135 partidos de la provincia argentina de Buenos Aires. 
Está situado al sudoeste de la provincia, limitado al norte por los partidos de Puan, Tornquist y Bahía Blanca; al sur por el Río Colorado, que lo separa del partido de Patagones, el más austral de la provincia de Buenos Aires; al oeste por la provincia de La Pampa, y al este por el mar Argentino. Las islas Wood y Ariadna forman parte del partido.
Por el decreto provincial 449/99 el municipio del partido de Coronel Rosales ejerce la tenencia y administración de las islas Del Embudo, Bermejo y Trinidad, tres de las islas de la ría de Bahía Blanca, que suman alrededor de 400 km². Sin embargo, esas islas no pertenecen legalmente al partido de Coronel Rosales, sino que forman parte del partido de Villarino.
Se encuentra a una latitud de 38° 49' Sur, una longitud de 62° 42' Oeste y una altitud de 3 m s. n. m. Su cabecera es la ciudad de Médanos. 
Ocupa 11.400 km². Tiene una densidad de 2,1 hab./km².

## Toponimia
Es en homenaje al piloto naval Basilio Villarino, explorador de la Patagonia entre 1778 y 1785.

## Fundación del partido
- 28 de julio de 1886, por ley provincial.

## Intendentes Municipales
| Intendente                      | Mandato                                           | Partido |
| Arnoldo Primero Aparicio        | 10 de diciembre de 1983 - 10 de diciembre de 1987 | UCR     |
| Amadeo Augusto Stefanelli       | 10 de diciembre de 1987 - 10 de diciembre de 1999 | PJ      |
| Jorge Simoni                    | 10 de diciembre de 1999 - 10 de diciembre de 2007 | UCR     |
| Raúl Roberto Mujica             | 10 de diciembre de 2007 - 10 de diciembre de 2011 | IMS     |
| Patricia Anabela Cobello        | 10 de diciembre de 2011 - 10 de diciembre de 2015 | FPV     |
| Carlos José Ceferino Bevilacqua | 10 de diciembre de 2015 - al presente             | AV      |

## Cuarteles
Para fines catastrales el partido se divide en dieciséis cuarteles denominados: Cuartel III, Cuartel IV, Cuartel V, Cuartel VI, Cuartel VII, Cuartel VIII, Cuartel IX, Cuartel X, Cuartel XI, Cuartel XII, Cuartel XIII, Cuartel XIV, Cuartel XV, Cuartel XVI, Cuartel XVII y Cuartel XVIII.

## Localidades
Población según censo 2010.
- Pedro Luro 9.494 habitantes.
- Mayor Buratovich (antes Tres Chañares) 5.872 habitantes.
- Médanos  5.447 habitantes.
- Juan Cousté (Est. Algarrobo) 5.372 habitantes.
- Hilario Ascasubi 3.427 habitantes.
- Teniente Origone 145 habitantes.
- Colonia San Adolfo 109 habitantes.
- Argerich 80 habitantes.
- Laguna Chasicó
- Balneario La Chiquita

- Parajes
  - Colonia Monte La Plata
  - La Mascota
  - Montes de Oca
  - Nicolás Levalle (Buenos Aires) (Estación Nicolás Levalle)
  - Ombuctá
  - Paraje Santa Catalina
  - Lago Parque La Salada

- Población rural dispersa 5.470 habitantes.

## Población
Según los resultados definitivos del censo de 2022 la población del partido alcanza los 32.717 habitantes.